# 뿌리깊은 나무 (2011년 드라마)
《뿌리 깊은 나무》는 2011년 10월 5일부터 2011년 12월 22일까지 방송되었던 SBS 수목 드라마이다.

## 등장 인물

### 주요 인물
- 한석규 : 이도 역 (아역 강산 → 송중기)

조선의 제 4대 임금. 아버지 태종 이방원이 저지른 학살로 인해 심한 콤플렉스를 앓고 있다. 자신의 비밀조직 인물들과 함께 훈민정음 연구를 한다.
- 장혁 : 강채윤(어린시절 똘복) 역 (아역 채상우 → 여진구)

노비 출신의 겸사복 관원. 아버지의 죽음이 이도 때문이라 생각하고 복수를 위해 오랫동안 김종서 휘하에서 일하다 겸사복으로 천거되었다. 밀본에 관한 수사를 맡는다. 출상술 등 무술의 대가.
- 신세경 : 소이(어린시절 담이) 역 (아역 김현수)

광평대군의 나인. 어렸을 때 받은 충격으로 실어증에 걸려 말을 하지 못한다. 한 번 본 것은 무엇이든 기억하는 재능을 갖고 있다. 어렸을 때는 똘복(채윤)과 함께 심온의 노비였다.
- 윤제문 : 정기준 / 가리온 역 (아역 신동기 → 최우식)

정도전의 아우 정도광의 장남으로, 밀본 제 3대 본원. 과거시험 때 쓴 글로 이방원을 노하게 하였고, 그로 인해 아버지가 죽자 반촌에 숨어들어 백정 가리온으로 행세하고 있다. 이도에게 평생 잊지 못할 충격을 준 장본인.

### 이도의 주변인물
- 조진웅 : 무휼 역 - 이방원이 이도에게 준 호위무사, 조선 제일검
- 박혁권 : 정인지 역
- 현우 : 성삼문 역
- 김기범 : 박팽년 역
- 천재호 : 이순지 역
- 서준영 : 광평대군 역 - 세종 이도의 다섯째 아들, 조선의 5대 국왕 문종 이향의 네 번째 남동생
- 이세나 : 근지 역
- 신소율 : 목야 역
- 심소헌 : 덕금 역
- 김태영 : 지밀상궁 역
- 최민 : 정득룡 역
- 정유찬 : 허담 역
- 강성민 : 윤필 역
- 류승수 : 장성수 역
- 정석용 : 석삼 역 - 강채윤의 아버지 (특별출연)

### 채윤의 주변인물
- 우현 : 이방지 역 - 채윤과 윤평의 스승, 밀본 1대 본원 정도전의 호위무사
- 김종국 : 정별감 역
- 김기방 : 초탁 역
- 신승환 : 박포 역

### 정기준의 주변인물
- 전노민 : 정도광 역 - 밀본 2대 본원, 정도전의 동생, 정기준의 아버지 (특별출연)
- 한상진 : 심종수 역
- 송옥숙 : 도담댁 역
- 이수혁 : 윤평 역 (아역 백승환) - 윤서진의 아들, 3대 본원 정기준의 명을 수행, 출상술의 대가
- 권성덕 : 혜강선생 역
- 허준석 : 끝수 역
- 안석환 : 이신적 역
- 조희봉 : 한가놈 역
- 전영빈 : 막수 역

### 대신
- 최정우 : 박은 역
- 윤종원 : 이부 역
- 한인수 : 심온 역 (특별출연)
- 김승욱 : 심정 역 (특별출연)
- 이재용 : 조말생 역
- 권태원 : 최만리 역
- 최일화 : 김종서 역
- 전성환 : 황희 역
- 이종구 : 하연 역
- 백서빈 : 장은성 역

### 이도의 가족들
- 백윤식 : 태종 이방원 역 (특별출연)
- 장지은 : 소헌왕후 역 (특별출연)

### 그 외 인물
- 정다빈 : 연두 역
- 민지영 : 연두 모 역
- 이승형 : 남사철 역 - 태평관의 서반(통역관), 무술 고수
- 정종철 : 옥떨이 역 - 반촌 주민, 성대모사에 능함.
- 윤이나 : 견적희 역
- 장경아 : 이방지의 여인 역
- 유상재 : 의금부 도사 역
- 이다윗 : 박세명 역 (특별출연)
- 김경진 : 거지왕초 역 (특별출연)
- 서동원 : 북방 병사 역 (특별출연)
- 홍석연 : 꺽쇠 역 (특별출연)
- 서범식 : 윤서진 역 (특별출연)
- 강성민 : 윤필 역 (특별출연)

### 돌궐족
- 김성현 : 카르페이 테무칸 역 - 사하 출신으로, 대륙제일검이자 원나라 복위세력의 돌궐족 용병부대 장수이다. 반촌의 연두와 단짝.

### 명나라
- 김응수 : 기제연 역 - 명나라 사신

### 여진족
- 서찬호 : 부쿠리용숀 역 - 여진족 추장, 청나라 황실의 시조

## 시청률
최저 시청률과 최고 시청률은 시청률 조사회사와 지역별로 시청률에 차이가 있을 수 있습니다.
| 2011년      | 2011년      | 2011년         | 2011년       | 2011년         | 2011년       |
| 회차        | 방송일      | TNmS 시청률    | TNmS 시청률  | AGB 시청률     | AGB 시청률   |
| 회차        | 방송일      | 대한민국(전국) | 서울(수도권) | 대한민국(전국) | 서울(수도권) |
| ----------- | ----------- | -------------- | ------------ | -------------- | ------------ |
| 제1회       | 10월 5일    | 9.2%           | 11.0%        | 9.5%           | 11.1%        |
| 제2회       | 10월 6일    | 8.2%           | 9.8%         | 9.8%           | 10.6%        |
| 제3회       | 10월 12일   | 16.4%          | 18.7%        | 18.2%          | 20.7%        |
| 제4회       | 10월 13일   | 18.8%          | 22.6%        | 19.1%          | 21.8%        |
| 제5회       | 10월 19일   | 17.7%          | 20.6%        | 18.3%          | 20.5%        |
| 제6회       | 10월 20일   | 18.3%          | 20.8%        | 18.6%          | 19.1%        |
| 제7회       | 10월 26일   | 17.9%          | 21.0%        | 18.9%          | 20.1%        |
| 제8회       | 10월 27일   | 18.3%          | 20.5%        | 19.2%          | 20.5%        |
| 제9회       | 11월 2일    | 17.3%          | 19.2%        | 17.4%          | 18.9%        |
| 제10회      | 11월 3일    | 18.5%          | 20.7%        | 20.2%          | 22.1%        |
| 제11회      | 11월 9일    | 17.9%          | 20.3%        | 19.1%          | 20.4%        |
| 제12회      | 11월 10일   | 18.9%          | 20.9%        | 19.9%          | 21.3%        |
| 제13회      | 11월 16일   | 18.7%          | 21.4%        | 19.4%          | 20.9%        |
| 제14회      | 11월 17일   | 19.0%          | 21.6%        | 20.5%          | 22.0%        |
| 제15회      | 11월 23일   | 17.8%          | 20.6%        | 20.1%          | 21.1%        |
| 제16회      | 11월 24일   | 19.9%          | 21.9%        | 21.1%          | 22.3%        |
| 제17회      | 11월 30일   | 18.8%          | 20.7%        | 21.0%          | 22.0%        |
| 제18회      | 12월 1일    | 18.6%          | 21.4%        | 20.8%          | 22.2%        |
| 제19회      | 12월 7일    | 20.1%          | 23.1%        | 21.6%          | 23.0%        |
| 제20회      | 12월 8일    | 20.2%          | 23.5%        | 21.7%          | 23.0%        |
| 제21회      | 12월 14일   | 19.7%          | 22.3%        | 21.9%          | 23.3%        |
| 제22회      | 12월 15일   | 19.3%          | 22.1%        | 22.7%          | 24.7%        |
| 제23회      | 12월 21일   | 19.7%          | 22.5%        | 21.4%          | 23.2%        |
| 제24회      | 12월 22일   | 23.6%          | 27.5%        | 25.4%          | 27.3%        |
| 평균 시청률 | 평균 시청률 | 18.03%         | 20.6%        | 19.4%          | 20.9%        |
|             |             |                |              |                |              |
| 스페셜      |             |                |              |                |              |
| 해례본 1부  | 12월 26일   | 6.9%           | 7.8%         | 8.2%           | 9.1%         |
| 해례본 2부  | 12월 27일   | 6.8%           | 7.1%         | 6.7%           | 7.8%         |
| 제자해      | 12월 28일   | 8.5%           | 10.0%        | 9.0%           | 10.7%        |

## 수상 경력
- 2011년 SBS 연기대상 10대 스타상, 대상 한석규
- 2011년 SBS 연기대상 특별기획부문 남자 최우수연기상, 10대스타상 장혁
- 2011년 SBS 연기대상 특별기획부문 여자 우수 연기상 신세경
- 2011년 SBS 연기대상 특별연기상 송옥숙
- 2011년 SBS 연기대상 특별연기상 윤제문
- 2011년 SBS 연기대상 프로듀서상 송중기
- 2011년 SBS 연기대상 최우수 작품상
- 2012년 제48회 백상예술대상 TV부문 극본상 김영현, 박상연
- 2012년 제48회 백상예술대상 TV부문 대상
- 2012년 제7회 서울드라마어워즈 대상
- 2012년 제5회 코리아드라마페스티벌 연출상 장태유
- 2012년 제39회 한국방송대상 중단편드라마부문 작품상

## 참고 사항
- 본 드라마는 이정명의 동명 원작 소설을 극화한 작품이므로, 김영현, 박상연 작가가 선덕여왕에 이어 공동 집필했다.
- KBS 드라마운영팀의 곽기원 팀장의 인터뷰에서, "SBS가 야심차게 기획한 수목드라마 '뿌리깊은 나무'는, 한글을 창제한 세종의 이야기를 극화한 미스터리 팩션 사극물이기 때문에, 조선 세종 시대를 배경으로, 훈민정음 반포 전 7일간 경복궁에서 벌어지는 집현전 학사 연쇄살인 사건을 모티브로 하여, 역사적 사료에 기록되지 않은 한글 창제의 과정과 세종의 고뇌, 백성의 관점에서 본 한글의 의미, 한글 창제를 막으려 했던 사대부와 한글 창제의 중심에 서게 된 궁녀의 사랑이야기 등 독창적인 세계관을 구축하여, 역사 속 우리시대의 자화상을 반추해보기 위해, 모든 계층이 누구나 지켜볼 수 있는 사극물로 방향을 잡았다"라고 덧붙였다.
- 본 드라마는 역사적 사실을 기반으로 하는 사극물의 특성상, 민감한 역사 왜곡 방지 차원에서 미스터리물 특유의 독창적인 세계관을 구축하여, 드라마 속 등장 인물들의 심리적 묘사를 허구적으로 창작하였다.

## 동시간대 드라마
- MBC 수목 드라마 《지고는 못 살아》 (2011년 8월 24일 ~ 2011년 10월 20일)
- KBS 2TV 수목 드라마 《영광의 재인》 (2011년 10월 12일 ~ 2011년 12월 28일)
- MBC 수목 드라마 《나도, 꽃!》 (2011년 11월 9일 ~ 2011년 12월 28일)